# Jorge Bava
Jorge Rodrigo Bava (ur. 2 sierpnia 1981 w Montevideo) – urugwajski piłkarz występujący na pozycji bramkarza, trener piłkarski, od 2025 roku prowadzi kolumbijski Santa Fe.